# 维尔茨堡附近豪森
维尔茨堡附近豪森是德国巴伐利亚州的一个市镇。总面积21.98平方公里，总人口2399人，其中男性1209人，女性1190人（2011年12月31日），人口密度109人/平方公里。